# Discolomatidae
Discolomatidae là một họ bọ Cánh cứng trong phân bộ Polyphaga.